# 2-й Министерский дом
2-й Министе́рский дом — историческое здание в Петергофе. Построен в 1836—1841 гг. Объект культурного наследия федерального значения. Расположен на Разводной улице, дом 3, замыкая с южной стороны Разводную площадь.

## История
Дом был возведён по проекту архитектора И. И. Шарлеманя 1-го. Проект был утверждён в июне 1836 года. Дом во время строительства именовался Кавалерским (см. Кавалерские дома). Строительные работы были завершены в июне 1839 года, а отделочные работы — в 1841 году.
Дом остаётся жилым. В 1988—2012 гг. в нём также размещался Петродворцовый районный суд Санкт-Петербурга.

## Архитектура
Облицовка цоколя дома — путиловская известковая плитка. Стены оштукатурены. Дом завершается карнизом с зубчиками. Высокие окна первого этажа имеют изогнутые сандрики и лепные рокайли, а окна второго этажа небольшие, квадратные. Восточный фасад с пилястрами и аттиком обращён в сторону Большого дворца, с барочная отделкой которого гармонирует отделка дома. Лепные детали фасадного декора принадлежат мастерам И. Косолапова и артели Тимофея Дылёва. Здание составляет ансамбль Разводной площади вместе с 1-м Министерским домом и Флигель-адъютантским домом. В отличие от 2-го Министерского дома, симметрично расположенный 1-й Министерский дом имеет высокий цокольный этаж, отличающуюся планировку с коридорами в обоих этажах, различия в декоре восточного (торцевого) фасада.